# Pumpuang Duangjan
Pumpuang Duangjan (thai: พุ่มพวง ดวงจันทร์) (født 4. august 1961, død 13. juni 1992) var en thailandsk pop- og luk-thung-sangerinde.

## Liv og karriere
Pumpuang Duangjan blev født i Thab Kradan, Song Phee Nong, Suphanburi. Hun debuterede i 1975 med albummet Kaew Roe Phee.
Hun mødte Kraisorn Leelamekhin i 1985, og efter at have været sammen i et år blev de gift i 1986. Året efter fik de en søn, Phet Leelamekhin.

## Død
Hun døde som følge af lupus, på vej til hospitalet i Phitsanulok.
Den 4. august 2018 blev Duangjan hædret med en Google Doodle på hendes 57 års fødselsdag.

## Diskografi
Studiealbum
- 1976 – Kaew Roe Phee (แก้วรอพี่)
- 1985 – Aue Hue Lor Jang (อื้อฮือหล่อจัง)
- 1986 – Hang Noi Thoi Nid (ห่างหน่อยถอยนิด)
- 1991 – Grasshopper Tie a Bow (ตั๊กแตนผูกโบว์)
- 1992 – Lok Khong Pueng (โลกของผึ้ง)